# Adrian Rogoz
Adrian Rogoz (1921. április 19. – 1996. július 28.) román író, költő, fordító.

## Élete
1969. július 25-én jelen volt Bukarestben a Tehnic Clubban (Calea Șerban Vodă nr. 213), amikor Daniel Cocoru egyetemi hallgató megalapította az első román amatőr tudományos-fantasztikus kört. A klub neve először Cenaclul S.F. de pe lângă clubul MM volt, később egyszerűen SF Cenacle, majd 1973-ban Adrian Rogoz adta neki a Solaris nevet.

## Művei

### Irodalmi művek
- Astrul principal (1934)
- Inimă de ciută (1955)
- Uraniu (1956)
- Planeta Mrina în alarmă (1959)
- Oriana (1964)
- Fugă în spațiu-timp (1965)
- Omul și Năluca (1965)
- Lumi stranii (1965)
- Cursă în vid (1969)
- Alambai (1972)
- Mai mult ca perfectul crimei (1974)
- Mesaj (1981)
- Supraviețuitorul (1982)

### Színdarabok
- Martin Roger descoperă America (1953)
- Privire din pom asupra realității (1984)

### Fordítások
- Nebuloasa din Andromeda (Az Androméda-köd, Ivan Antonovics Jefremov)
- Solaris (Stanisław Lem)

## Magyarul
- Menekülés a Tér-időbe (novella, A kozmosz hullámhosszán antológia, Kriterion kiadó, 1970)
- Alambai – avagy a művészet rejtelmei (novella, Galaktika 12., 1975)
- Kaland a Vénuszon (novella, Az átlépett látóhatár antológia, Dacia kiadó, 1975)
- A sztochasztikus istenek oltára (novella, Ötvenedik antológia, Kozmosz Fantasztikus Könyvek, 1977)

## Fordítás
- Ez a szócikk részben vagy egészben  az   Adrian Rogoz című román Wikipédia-szócikk ezen változatának fordításán alapul.  Az eredeti cikk szerkesztőit annak laptörténete sorolja fel. Ez a jelzés csupán a megfogalmazás eredetét és a szerzői jogokat jelzi, nem szolgál a cikkben szereplő információk forrásmegjelöléseként.